# Lammer
A Lammer a Salzach egyik jobb oldali mellékfolyója. 41 kilométer hosszan kanyarog az ausztriai Salzburg tartományban. Rendkívül tiszta vizéről ismert. A vadvízi evezősök kedvelt célpontja.

## Lefolyása
Forrása 1720 méter magasságban, Tennengebirge déli részén, Werfenweng és Sankt Martin am Tennengebirge határán található. Eleinte kelet felé halad, majd előbb észak, Annaberg után pedig nyugat  felé fordul. Abtenau és Scheffau közt a Lammerklam szurdokon keresztül tör utat a helyi hegyek között. Gollingnál ömlik a Salzachba.

## Mellékvizei
Neubach, Rußbach, Rigausbach, Schwarzenbach, Weitenaubach

## Folyómenti települések
- Annaberg-Lungötz
- Abtenau
- Scheffau am Tennengebirge
- Golling an der Salzach

## Külső hivatkozások
- Vadvízi útleírás németül